# Albert Lebrun
Albert Lebrun (29 de agosto de 1871 - 6 de marzo de 1950) fue un político e ingeniero francés. Ocupó el cargo de Presidente de Francia entre 1932 y 1940 y el último de la Tercera República francesa.Fue miembro de la Alianza Republicana Democrática (ARD), de centro-derecha.

## Biografía
Nacido en Mercy-le-Haut (Meurthe-et-Moselle) en el seno de una familia de agricultores, su padre Ernest Nicolas Lebrun (1842-1906), agricultor y alcalde de la comuna desde 1881 hasta su muerte, y Anne Marie Navel (1846-1912), ama de casa. Lebrun, destacado por su profesor, pudo realizar parte de sus estudios en el instituto de Nancy. Alumno brillante, recibió numerosos premios y entró en la École Polytechnique (Promoción de 1890), antes de salir igualmente de la École des Mines de París con el número uno de su promoción en 1896.
Ingeniero del Cuerpo de Minas, Lebrun trabajó en una explotación minera en Vesoul (Alto Saona) desde 1896, luego en Nancy de 1898 a 1901. Estos territorios, ricos en mineral de hierro y bosques, conocieron entonces un importante desarrollo de su industria metalúrgica . Durante su breve carrera, interrumpida por su implicación en la política, el joven ingeniero trabajó en particular en los minerales de hierro oolíticos en el Este y en los deslizamientos de tierra en las marismas de Lorena ; Publicó varias de sus investigaciones en el Boletín de la Sociedad Geológica Belga. Contrajo matrimonio con Marguerite Nivoit, hija del futuro director de la Escuela de Minas, en 1902, teniendo con ella dos hijos.

## Trayectoria
En 1898 fue elegido consejero general de Audun-le-Roman, más tarde diputado por Briey en 1900, siendo el más joven de Francia. Derrotando a François de Wendel, se convierte en 1906 en presidente del Consejo General de Meurthe-et-Moselle hasta 1932. Diputado por Briey de 1900 à 1920 (con una interrupción para incorporarse al frente en Verdún como comandante de artillería en agosto de 1914), luego senador de 1920 a 1932, preside en ambas cámaras varias comisiones.
Miembro de la Alianza Democrática Republicana, a menudo erróneamente considerado como de izquierda moderada, Lebrun es un moderado de derecha, abierto a las reivindicaciones sociales pero inquieto frente a las ideas revolucionarias. Católico practicante, vota la ley de separación entre la Iglesia y El Estado, pero se opone a medidas de mayor envergadura. Marcado por la Primera Guerra Mundial, exige, sin violencias pero con contundencia, que Alemania abone sus deudas por reparaciones de guerra.
Nombrado ministro de Colonias con 40 años de edad en los Gobiernos de Joseph Caillaux, primer Gobierno de Raymond Poincaré y primer Gobierno de Gaston Doumergue entre 1911 y 1914, Albert Lebrun se apasiona por el mundo colonial del cual es uno de los referentes en el período de entreguerras. Desempeña un importante papel en la crisis de Agadir en 1911. Durante algunos días, es ministro de la Guerra en enero de 1913. Participa activamente en la reconstrucción de Francia en 1918-1919, como ministro del Bloqueo y de las regiones liberadas en los Gobiernos de Georges Clemenceau, evidenciando en ellos su apasionamiento por la economía y su primigenia vocación de ingeniero.
Durante los años 20, representa a Francia en la Sociedad de Naciones. Presidente de la Caja nacional de amortización entre 1926 y 1931, participa con su compatriota y amigo lorenés Raymond Poincaré en el sostenimiento del franco francés. Es igualmente presidente del Consejo de Administración de la Oficina Nacional de Mutilados de Guerra.
Electo como presidente del Senado en 1931, el 10 de mayo de 1932, tras el asesinato de Paul Doumer, es elegido presidente de la República, siendo reelegido el 5 de abril de 1939. Durante esos años, se ve obligado a asumir la función presidencial, lo que le deja muy poco margen de maniobra para intervenir en el debate político. Ve crecer la amenaza alemana y apoya las propuestas de reforma. En 1934, para superar la crisis del 6 de febrero, nombra al antiguo presidente de la República Gaston Doumergue como presidente del Consejo. En 1936, opuesto al Frente Popular, acepta sin embargo nombrar a Léon Blum, jefe de la mayoría parlamentaria, como presidente del Consejo.
En 1940, con Paul Reynaud, es partidario del traslado del Gobierno a las colonias de África del Norte y se opone al armisticio. Sin embargo, siguiendo la corriente mayoritaria, se ve obligado a llamar al mariscal Philippe Pétain a la presidencia del Consejo y le pone sobre aviso, en vano, contra la nefasta influencia de Pierre Laval. Rechaza dimitir, obligando así a Pétain a desplazarlo mediante el voto de la concesión de plenos poderes, el 10 de julio de 1940, lo que le aparta del poder. Se retira a Vizille (departamento del Isère), a casa de su yerno, Jean Freysselinard. Mantenido bajo vigilancia domiciliaria por los italianos, estos últimos, al momento de abandonar la región, le aconsejan infructuosamente irse, ya que los alemanes les van a reemplazar. Es así detenido por la Gestapo y enviado a Austria entre septiembre y octubre de 1943, encontrando allí a otros muchos políticos tomados como rehenes. Tras un deterioro en su salud es devuelto a Francia. En 1945, solicita en vano ser quien transmita el poder a las nuevas autoridades, en tanto que presidente electo de la República con mandato hasta 1946, y fallece en 1950. Se organizan funerales nacionales en la catedral de Notre-Dame de Paris, siendo inhumado en el cementerio de Mercy-le-Haut.
Dejó escrita una autobiografía titulada Testimonio (1945) en la que intentaba arrojar alguna luz sobre los confusos acontecimientos que le tocó vivir.

## Honores y distinciones
1915: Caballero de la Legión de Honor a título militar
1932 - 1940: Gran Maestre de la Legión de Honor (cargo inherente a la Presidencia de la República Francesa)
1932: Collar de la Orden de la República Española
Gran Cordón de la Orden del Dragón de Annam (Vietnam)
Gran Cruz de la Real Orden de Camboya
1936: Collar de la Orden del Quetzal (Guatemala)
| Predecesor: Justí Guitart i Vilardebó Paul Doumer | Copríncipe de Andorra 1932-1940 | Sucesor: Justí Guitart i Vilardebó (Obispo de Urgel) Philippe Pétain (Jefe del Gobierno de Vichy) Charles De Gaulle (Jefe de la Francia Libre) |
| Predecesor: Paul Doumer                           | Presidente de Francia 1932-1940 | Sucesor: Philippe Pétain como jefe del Estado francés (Francia de Vichy) Charles De Gaulle como Presidente provisional (En 1944)               |